# Moulage
Moulage is een ontwerptechniek voor kleding. Bij het mouleren wordt de stof direct om het lichaam of een paspop gevormd, zonder dat er eerst een patroon wordt gemaakt. Van het resultaat kan natuurlijk wel weer een patroon getekend worden. Moulage is, kort samengevat, patronen maken in de driedimensionale ruimte.
Als het mouleren gebruikt wordt voor het maken van een patroon voor een kledingstuk wordt dunne niet-elastische stof gebruikt, zoals katoen. De stof wordt daarbij recht van draad op de paspop gespeld, dat wil zeggen zodat de zelfkant over de ruggengraat loopt, over het midden van het voorlijf. De coupenaden worden tijdens het moulage-proces met spelden in de stof aangebracht. Overtollige stof wordt afgeknipt. Als de stof op maat gebracht is worden de stofranden, coupenaden, stiklijnen, zomen en inkepingen met kleermakerskrijt op de stof gemarkeerd.
De stof wordt vervolgens van de paspop of het model afgehaald. De met krijt aangegeven aanwijzingen worden op duidelijkheid nagelopen. Vervolgens kan het stoffen patroon op papier worden overgenomen, dan wel direct gebruikt worden.

## Etymologie
Het Franse woord moulage betekent 'vorming' in de zin van modulering, afgietsel of vervorming.